# Servisní potisk

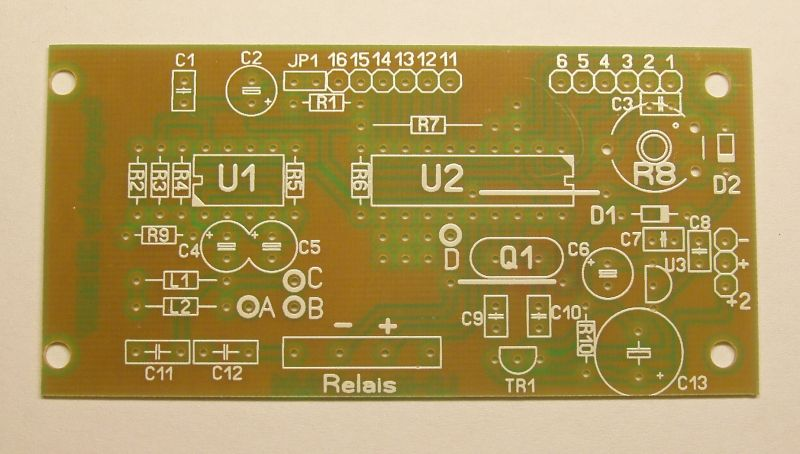
Plošný spoj se servisním potiskem

Servisní potisk je metoda označování desek plošných spojů. Potiskem se vyznačuje umístění součástek na desce, orientace součástek, pojmenování svorek ve svorkovnicích. Může být takto také vyznačena verze desky při sériové výrobě. Potisk se přednostně zhotovuje sítotiskem. Pro prototypy a malosériovou výrobu jsou dostupné i metody vycházející z inkoustového tisku. Další metodou je obdoba zhotovování nepájivé masky. Ze síta bez motivu se nanese definovaná vrstva světlocitlivé barvy. Ta se po zasušení osvítí přes filmovou předlohu a vyvolá.
Tiskne se především obrys součástky pro snazší orientaci při ručním osazování a při vyhledávání vadných součástek při opravách. Součástí potisku je i písmenočíslicové označení součástek, odpovídající označení ve schématu, který je součástí servisní dokumentace přístroje (modulu). Servisní potisk je poslední vrstva plošného spoje, tiskne se na nepájivou masku. Barva musí být kontrastní k barvě masky, nejobvyklejší barvy potisku jsou bílá a žlutá. V principu je ale možná jakákoliv barva.
Na DPS určených pro automatické osazení není servisní potisk nutný. Přesto se většinou použije k usnadnění kontroly a servisních zásahů.